# Mateo Messina
Pour les articles homonymes, voir Messina.
Mateo Messina, également crédité Matt Messina, est un compositeur de musique de film américain, né en 1972 à Seattle.
Il a été découvert avec sa bande originale du film Juno sorti en 2007.

## Carrière et vie
Le style de Mateo Messina dans la composition de chansons et de musique lui a rapporté de nombreuses distinctions. Il a remporté divers prix, notamment lors du Festival Tous Courts en France pour The Freak, et du One Reel Film Festival pour Terra, ainsi que les prix de l'ASCAP et de la British Academy of Film and Television Arts.
Messina écrit pour Fox, Universal, Warner Bros, Disney, Sony, Paramount, NBC, CBS, ABC, WB networks. Il a également illustré diverses publicités pour Nike, Microsoft, MTV, Honda, Pottery Barn, Volkswagen, Sony, Norelco, The North Face et Ford.
Natif de Seattle, Messina réside tantôt dans sa ville natale, tantôt à Los Angeles. Il compose et produit chaque année un concert, avec la Symphony Guild, au profit des enfants de l'hôpital de Seattle. Ce lien dure depuis les années 1990 lors du décès dans cet hôpital de la fille d'un collègue de travail. Les sommes collectées ont largement dépassé le million de dollars.

## Filmographie
Messina a enregistré plus de 50 musiques de films de cinéma, longs et courts métrages, et plus de 100 épisodes de séries télévisées.

### Cinéma

#### Longs métrages
- 2007 : Juno de Jason Reitman
- 2011 : La Famille Pickler (Butter) de Jim Field Smith (en)
- 2012 : And While We Were Here de Kat Coiro (en)
- 2012 : Frankie Go Boom (en) (3, 2, 1... Frankie Go Boom) de Jordan Roberts
- 2012 : La Source de Patrick Shen (en)
- 2012 : The Story of Luke (en) d'Alonso Mayo (en)
- 2012 : Best Man Down (en) de Ted Koland
- 2012 : Breaking the Girls de Jamie Babbit
- 2013 : Family Weekend (en) de Benjamin Epps
- 2013 : Tout pour lui plaire (A Case of You) de Kat Coiro (en)
- 2014 : Deuxième Chance à Brooklyn (The Angriest Man in Brooklyn) de Phil Alden Robinson
- 2016 : Second Nature de Michael Cross
- 2017 : Tim Timmerman: Hope of America de Cameron Sawyer
- 2017 : Fixed d'Alonso Mayo (en)
- 2018 : Contrôle parental (Blockers) de Kay Cannon
- 2019 : Tall Girl de Nzingha Stewart (en)
- 2020 : The Wrong Missy de Tyler Spindel
- 2020 : Desperados de LP
- 2022 : Tall Girl 2 d'Emily Ting (en)
- 2022 : Timescape (en) d'Aristomenis Tsirbas
- 2022 : What Remains (en) de Nathan Scoggins

#### Courts métrages
- 2002 : The Freak d'Aristomenis Tsirbas
- 2003 : Terra d'Aristomenis Tsirbas

### Télévision

#### Séries télévisées
- 2011-2012 : Facing Kate
- 2015 : Dig
- 2015-2021 : Superstore
- 2016-2017 : Graves
- 2019 : Why Women Kill (saison 1)
- 2020-2021 : Zoey et son incroyable playlist (Zoey's Extraordinary Playlist)

#### Téléfilms
- 2009 : Captain Cook's Extraordinary Atlas de Thomas Schlamme
- 2009 : Lost & Found de Michael Engler
- 2010 : Une illusion d'amour ou Amoureuse à Noël (Sundays at Tiffany's) de Mark Piznarski
- 2015 : Mariées dans l'année (With This Ring) de Nzingha Stewart (en)